# Armand François Louis de Mestral de Saint-Saphorin
Armand François Louis de Mestral de Saint-Saphorin (ur. 1738 w Saint-Saphorin (Lavaux), kanton Vaud w Szwajcarii, zm. 13 grudnia 1805 w Wiedniu) – duński dyplomata szwajcarskiego pochodzenia.
Saint-Saphorin pochodził z rodziny szwajcarskiej szlachty. Studiował w Genewie i Getyndze nauki polityczne. Jego karierę umożliwił duński mąż stanu Johann Hartwig Ernst von Bernstorff (1712-1772). Dzięki niemu Saint-Saphorin został w 1762 sekretarzem legacji w Warszawie i Dreźnie. Reprezentował Danię w Warszawie w latach 1763-1772. (od 1763 do 1765 jako Chargé d’affaires, od 1765 do 1767 jako minister-rezydent, a od 1767-1772 jako poseł). W tym okresie jako poseł wzniósł w Warszawie luterański, drewniany kościół. Był to pierwszy zbór protestancki w tym mieście od czasów reformacji. Nie udała się jednak próba podporządkowania warszawskich luteranów kapelanom ambasady duńskiej. Sam Saint-Saphorin był wyznania ewangelicko-reformowanego.
W roku 1773 został posłem duńskim w Madrycie, gdzie przebywał do roku 1778, przeniesiony następnie do Holandii na analogiczne stanowisko, a w latach 1784-1789 poseł w Petersburgu. Od 1790 roku do śmierci poseł w Wiedniu. W Wiedniu jego sekretarzem był Georg Nicolaus Nissen (1761-1826).
Był znawcą sztuki i kolekcjonerem, nigdy się nie ożenił.
W 1773 został kawalerem Orderu Orła Białego i Orderu Świętego Stanisława, był kawalerem duńskiego Orderu Dannebroga.